# 馬世俊 (青海)
馬世俊（1889年—？年），字德卿，甘肅省河州（今臨夏縣）人，曾任第一屆立法委員。

## 生平
- 湟中實業有限公司董事長[3]
- 青海協和商棧總經理、青海毛順工廠廠長[4]
- 西寧馬步芳公館--馨廬大管家
- 青海省政府參議
- 青海實業銀行董事長[5]
- 民國37年，當選立法委員，曾出席第一屆立法院第一會期經濟及資源委員會、預算委員會、邊政委員會
- 青海省政府駐西安辦事處處長[6]
- 1949年後，隨馬步芳到沙烏地阿拉伯、埃及等地居住